# القلعة (حضرموت)
القلعة هي إحدى قرى الجمهورية اليمنية. وهي تتبع جغرافيًا لمحافظة حضرموت. وإداريًا لمديرية سيئون. يبلغ تعداد سكانها 2749 نسمة حسب الإحصاء الذي جرى عام 2004.